# سلطنة كانو
سلطنة كانو كانت مملكة هوسية في شمال ما يعرف الآن بنيجيريا، ويعود تاريخها إلى عام 1349، عندما قام ملك كانو، علي ياجي (1349-1385)، بحل عبادة تسومبوبرا وأعلن كانو سلطنةً. قبل عام 1000 ميلادي، كانت كانو تُحكم كمملكة هوسا روحانية، تُعرف باسم مملكة كانو [الإنجليزية]. استمرت السلطنة حتى الحرب الفولانية في عام 1805 واغتيال آخر سلاطين كانو في عام 1807. اُستُبدلَت السلطنة بعد ذلك بإمارة كانو [الإنجليزية]، الخاضعة لخلافة صكتو. العاصمة الآن هي مدينة كانو الحديثة في ولاية كانو.

## التاريخ

### صعود السلطنة
اعتنق علي ياجي (1349–85) الإسلام وهو من شعب وانجاراوا [الإنجليزية]، وهي قبيلة فرعية من السونينكي من مالي. ثم تخلى عن عبادة تسومبوبورا، العبادة الرئيسة للإلهة الراعية لكانو. وفقًا لسجلات كانو كرونيكل، في حوالي عام 1350، تمردت طائفة تسومبوبورا، التي كانت مقرها في تل سانتولو، ضد ياجي. نشبت حرب أهلية، بلغت ذروتها في معركة سانتولو. وبعد انتصاره انطلق علي ياجي في موجة من الفتوحات. فسيطر على رانو، ووسع نطاق كانو، وأطلق حملة ناجحة إلى منطقة كوارارافا [الإنجليزية].